# Georges Herry
Baron Georges Gustave Marie Colette Ghislain Herry (Gent, 2 juli 1851 - Mariakerke, 30 oktober 1903) was een Belgisch volksvertegenwoordiger, senator en burgemeester.

## Biografie

### Familie
Georges Herry was een telg uit de familie Herry. Hij was een zoon van Eugène Herry (1824-1857), provincieraadslid van Oost-Vlaanderen, en Marie Vermeulen (1824-1882), en een kleinzoon van volksvertegenwoordiger en senator Gustave Herry.
Hij behoorde tot een familie waarvan in 1756 drie broers in de adelstand werden verheven. Georges Herry werd zelf in de adel opgenomen in 1880 en verkreeg in 1898 een baronstitel, overdraagbaar bij eerstgeboorte. Hij trouwde in 1873 in Gent met Adrienne van Tieghem de Ten Berghe (1849-1901), dochter van volksvertegenwoordiger Pierre van Tieghem de Ten Berghe. Ze kregen twee zoons en een dochter.
- Harold Herry (1874-1951), trouwde in 1900 in Gent met Célestine Verhaeghe de Naeyer (1879-1952). Ze kregen twee zoons en vier dochters. De familie woonde in Vernon, Canada.[1] Hun zoons keerden terug naar België.
- Eugène Herry (1875-1962), trouwde in 1898 in Gent met Jeanne de Kerchove d'Exaerde (1877-1957), dochter van Raymond de Kerchove d'Exaerde, burgemeester van Woubrechtegem en provincieraadslid en gouverneur van Oost-Vlaanderen. Ze kregen vier zoons en drie dochters.
- Jeanne Herry (1888-1962), trouwde in 1908 in Sint-Denijs-Westrem met burggraaf Henri de Spoelberch, burgemeester van Deurle. Ze kregen twee zoons en een dochter.

### Loopbaan
Herry studeerde aan de Katholieke Universiteit Leuven en de Rijksuniversiteit Gent (1871-1873) en promoveerde tot doctor in de rechten en licentiaat in de politieke en administratieve wetenschappen.
Van 1879 tot 1887 was hij gemeenteraadslid en burgemeester van Steenhuize-Wijnhuize.
In 1890 werd hij verkozen tot katholiek volksvertegenwoordiger voor het arrondissement Gent. Hij vervulde dit mandaat tot in 1894. Van die datum tot in 1900 was hij senator.
Het grafmonument van de familie Herry werd opgericht tegen een buitenmuur van de Onze-Lieve-Vrouw Geboortekerk te Mariakerke. In deze kerk bevinden zich ook de rouwborden van Georges Herry en van zijn echtgenote Adrienne.
Het devies van de familie was "Vincitur honos virtutibus", wat betekent "De deugd overwint de eer".